# Johann Schwenn

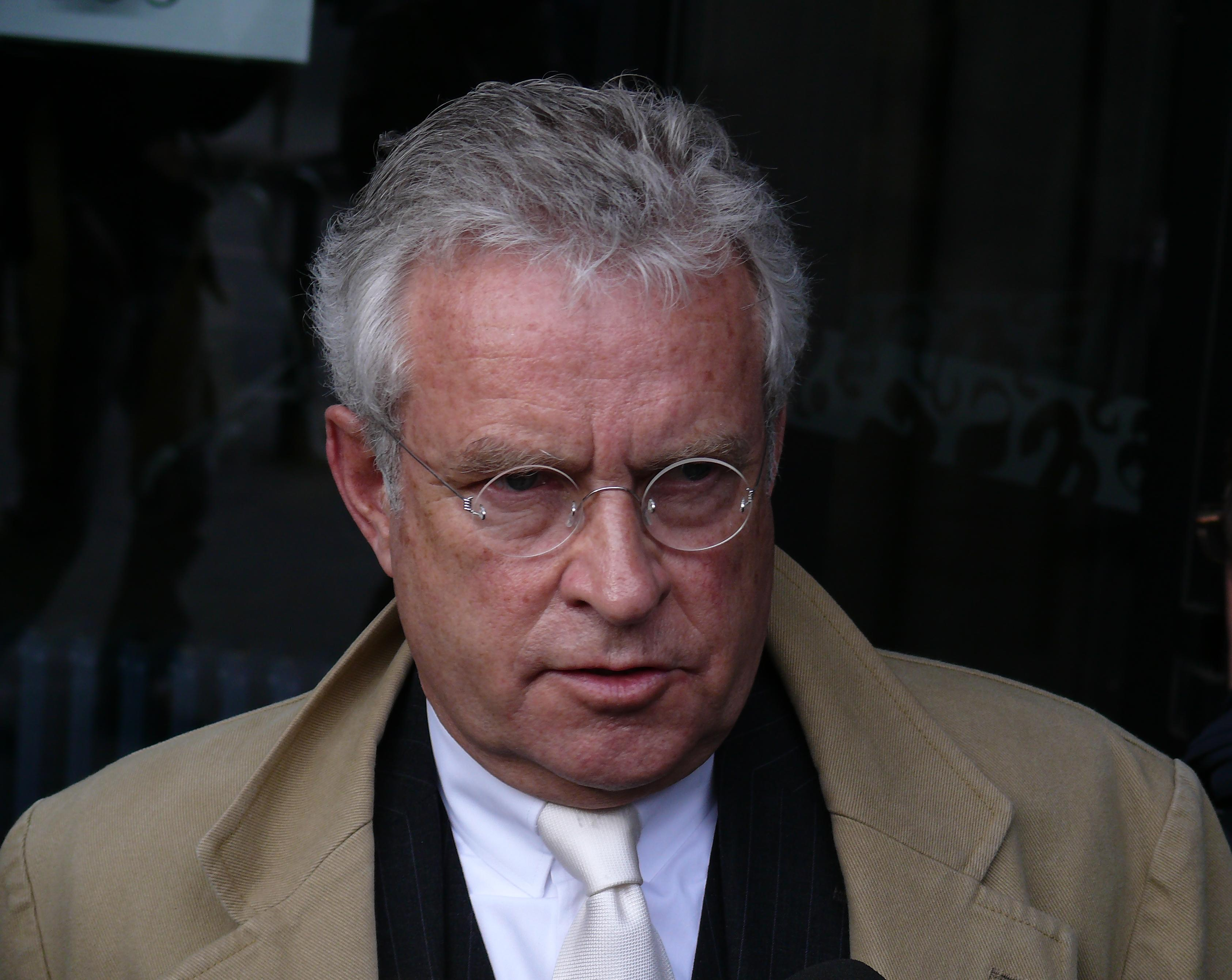
Johann Schwenn (2011)

Johann Schwenn (* 1947) ist ein deutscher Strafverteidiger.

## Leben
Johann Schwenn wuchs in Hamburg-Blankenese als Sohn eines Jura-Professors und einer Amtsrichterin auf. Er studierte Rechtswissenschaften an den Universitäten Lyon, Tübingen und Hamburg. 1977 ließ er sich in Hamburg als Rechtsanwalt und Strafverteidiger nieder. Er leistete zahlreichen prominenten Mandanten als Verteidiger oder Nebenklägervertreter Beistand. Zu seinen Mandanten zählten Personen der Zeitgeschichte wie Markus Wolf, Marion Gräfin Dönhoff, Karl Koch, Peter-Jürgen Boock, Wolf Biermann, Gregor Gysi, Jan Philipp Reemtsma, Jan Ullrich, Thomas Springstein und der ehemalige VW-Betriebsratsvorsitzende Klaus Volkert.
Von 2009 bis 2010 wirkte Schwenn als Verteidiger des irrtümlich wegen Vergewaltigung verurteilten Ralf Witte an der Aufklärung eines Justizirrtums mit. Witte kontaktierte per E-Mail den ebenfalls wegen mutmaßlicher Vergewaltigung angeklagten TV-Wettermoderator Jörg Kachelmann und empfahl ihm Schwenn als Verteidiger. Kachelmann wechselte auf diese Empfehlung hin seinen Strafverteidiger, so dass Schwenn diesen von Ende November 2010 bis Mai 2011 vor dem Landgericht Mannheim im Kachelmann-Prozess verteidigte, nachdem er bereits zuvor diesen Prozess publizistisch kommentiert hatte. Er löste damit die Anwälte Reinhard Birkenstock und Klaus Schroth ab. Lediglich die Heidelberger Strafverteidigerin Andrea Y. Combé blieb im gesamten Verlauf des Verfahrens im Team. Der Prozess gegen Kachelmann endete am 31. Mai 2011 mit einem Freispruch, das Urteil ist rechtskräftig.
Schwenn gilt als besonders streitbarer Verteidiger und machte sich darüber hinaus durch Wiederaufnahmeverfahren einen Namen. So erreichte er unter anderem die Wiederaufnahme im Fall von Adolf S. und Bernhard M., ebenso wie von Herbert Becker und Dieter Gill.
Im Juni 2020 wurde bekannt, dass Schwenn gemeinsam mit dem Kieler Strafverteidiger Friedrich Fülscher die Verteidigung des Verdächtigen im Vermisstenfall Madeleine McCann  übernommen hat.
Schwenn ist mit den beiden Strafverteidigern Leon Kruse und Yves Georg in der gemeinsamen Sozietät Schwenn Kruse Georg Rechtsanwälte verbunden.

## Veröffentlichungen
- Pflichtverteidigung im Vollstreckungsverfahren?. In: StV. 1981, S. 203.
- Anmerkung zu BGH, Beschl. v. 31. März 1981 – 5 StR 717/80 (zusammen mit Gerhard Strate), In: StV. 1981, S. 223.
- Was wird aus dem Beweisantrag?. In: StV.1981, S. 631.
- Anmerkung zu BGH, Urt. v. 22. Februar 1983 – 5 StR 877/82 (zusammen mit Gerhard Strate), In: StV. 1983, S. 151.
- Straferwartung – ein Haftgrund?. In: StV. 1984, S. 132.
- Was wird aus dem Fragerecht?. In: StraFo. 2008, S. 225.
- Die Pest unserer Tage. In: Cicero, Heft 12/2010, S. 76. Digitalisat
- Fehlurteile und ihre Ursachen – die Wiederaufnahme im Verfahren wegen sexuellen Missbrauchs. In: StV. 2010, S. 705–711.
- Der falsche Film. In: NJW. 2011, NJW-aktuell. Nr. 9, S. 18.
- Fehlurteile und ihre Ursachen – ein Nachtrag. In: StV. 2012, S. 255.
- Merkmale eines Fehlurteils. In: Forensische Psychiatrie, Psychologie, Kriminologie. (Heft: Fehlurteile im Strafverfahren), November 2013, 219
- Das soll Recht sein? Warum die deutsche Strafjustiz so viele Fehlurteile produziert. Ein Essay. In: ZEIT online vom 21. November 2015
- Verdacht in Sexualstrafverfahren. In: Fischer/Hoven (Hrsg.), Verdacht. 2016.
- Probation und Opferschutz. In: Festschrift für Thomas Fischer. 2018.